# بلانکا
 بلانکا (به اسپانیایی: Blanca) یکی از شهرداری‌های کومارکای شرقی و در بخش خودمختار مورسیا در کشور اسپانیا قرار دارد. تا سال ۲۰۱۰ مساحت این شهرداری ۸۷ کیلومتر مربع و جمعیت آن ۶۴۵۶ تَن می‌باشد.